# Chris Millar
Chris Millar (Glasgow, 30 maart 1983) is een Schotse professionele voetballer (middenvelder) en coach die speelt voor Troon. Millar was onderdeel van het jeugdteam van Celtic en begon zijn professionele carrière bij Greenock Morton FC. Vervolgens speelde hij tien seizoenen voor de Schotse eersteklasser St. Johnstone FC, waar hij hielp de Scottish Cup te winnen in 2014. In 2018 keerde Millar terug naar Greenock Morton.